# Fabrizio Rampazzo
Fabrizio Rampazzo (Padova, 7 aprile 1963) è un ex nuotatore italiano.

## Carriera
Ha iniziato da farfallista e ha debuttato all'età di 15 anni vincendo una medaglia d'oro nei 200 m ed una d'argento nei 100 m delfino agli europei giovanili di Firenze. Crescendo è diventato anche stileliberista e staffettista, tanto forte da vincere complessivamente 50 titoli italiani, i primi assoluti nel 1979; sempre a Firenze vincendo il titolo estivo dei 100 m delfino ha ottenuto il primato italiano che avrebbe conservato quasi ininterrottamente per più di dieci anni. Dopo l'esordio in nazionale maggiore alla coppa latina dell'aprile 1979 ha partecipato ai Giochi del Mediterraneo in settembre in cui ha vinto due ori in staffetta e l'argento nei 100 m farfalla superato da David López-Zubero.
Nel 1980 ha fatto progressi anche nello stile libero andando sul podio ai campionati primaverili; ad aprile Lopez-Zubero lo ha battuto ancora nella coppa latina ed in estate è stato convocato per i Giochi olimpici di Mosca dove ha nuotato in finale nei 200 m stile libero, mentre nei 100 m delfino è stato eliminato in semifinale malgrado abbia migliorato il primato italiano con 56"76. Con la staffetta 4×200 m stile è arrivato quinto in finale assieme a Paolo Revelli, Raffaele Franceschi e Andrea Ceccarini togliendo quattro secondi e mezzo al primato italiano. Un mese dopo ai campionati italiani estivi ha vinto e migliorato il primato italiano dei 100 m farfalla fino a 56"20 (in totale ha ottenuto cinque titoli nazionali nel 1980).
L'anno dopo è stato ancora positivo in campo nazionale con sei titoli vinti in totale; con la nazionale è stato convocato ai campionati europei di Spalato dove è arrivato a nuotare in tre finali: quarto in quella dei 200 m stile libero e della 4×200 m assieme a Revelli, Giorgio Quadri e Marcello Guarducci: quinto nella 4×100 m stile libero. Nel 1982 i titoli italiani vinti sono stati nove; nei 100 m delfino ha abbassato il primato italiano fino a 55"18 vincendo il campionato estivo a Chiavari. Nelle gare internazionali ha ben figurato in coppa latina con due vittorie. Ai campionati mondiali di Guayaquil è stato eliminato nei 100 m farfalla con 56"28 ed ha nuotato in finale B nei 200 m delfino e stile libero. meglio sono andate le staffette in cui ha ottenuto un quinto posto nella 4×100 m stile con Ceccarini, Raffaele Franceschi e Guarducci e la cosiddetta "medaglia di legno" (il quarto posto) assieme a Revelli, Raffaele Franceschi e Guarducci nella 4×200 m.
il 1983 è stato l'anno dei campionati europei a Roma e Rampazzo vi ha potuto gareggiare in sei competizioni, arrivando sei volte in finale: miglior piazzamento individuale è stato il quinto posto nei 200 m stile libero, mentre con la staffetta 4×200 m stile ha vinto la sua prima medaglia europea, bronzo dietro alle due squadre tedesche: nel quartetto hanno nuotato anche Paolo Revelli, Marcello Guarducci e Giovanni Franceschi.
Ai Giochi olimpici di Los Angeles nel 1984 è stato squalificato due volte in batteria nelle staffette 4×100 m mista, nuotata con Paolo Falchini, Gianni Minervini e Guarducci, e nella 4×200 m stile libero, nuotata con Marco Colombo, Guarducci e Marco Dell'Uomo: con Guarducci, Colombo e Metello Savino ha invece disputato la finale della 4×100 m stile libero, arrivando ottavo. È invece stato eliminato in batteria nelle gare individuali. In seguito si è scoperto che un gruppo di atleti della nazionale, tra cui Rampazzo, si era sottoposto alla pratica dell'autoemotrasfusione da parte di Francesco Conconi. Il fatto è venuto alla luce dopo i campionati estivi di quell'anno.
Dopo aver conquistato in tutto quattro titoli italiani nel biennio 1983-84, nel solo 1985 è tornato a vincerne otto; ai campionati estivi di Pesaro ha ottenuto il suo ultimo primato italiano individuale, 54"95 nei 100 m farfalla, che è stata anche l'unica distanza in cui ha raggiunto la finale individuale ai campionati europei di Sofia; più positiva la partecipazione con le staffette con cui, nella 4×100 m mista, ha vinto la medaglia di bronzo assieme a Mauro Marini, Minervini e Andrea Ceccarini migliorando due volte il primato nazionale fino a 3'46"09. Nel 1986 ha vinto ancora sette volte ai campionati italiani ed ha partecipato ai suoi secondi campionati mondiali a Madrid. Il suo ultimo tentativo di entrare in una finale individuale olimpica o mondiale ha avuto come risultato il terzo posto nella finale B dei 100 m delfino: come staffettista ha fatto parte del quartetto che si è accontentato di entrare in finale con 7'29"92 nella 4×200 m per arrivare poi ultima in 7'33"44.
Nel 1987 e nel 1988 si è concentrato soprattutto sulle staffette, sia nelle gare italiane che in quelle con la nazionale, come agli europei di Strasburgo del 1987 in cui ha nuotato in finale solo nelle staffette; unica importante eccezione quella dei Giochi del Mediterraneo di Latakia un mese dopo gli europei quando ha vinto le sue ultime medaglie internazionali facendo un "bottino" di tre ori, un argento e un bronzo. Ai Giochi olimpici di Seul è riuscito a nuotare nella 4×100 m stile libero assieme a Roberto Gleria, Giorgio Lamberti e Ceccarini arrivando ottavo in finale e contribuendo alla qualificazione in finale della 4×200 m migliorando il primato italiano che già deteneva e concludendo la sua carriera in nazionale.

## Palmarès
| Giochi olimpici              | 100 m st. libero        | 200 m st. libero        | 4×100 m st. libero           | 4×200 m st. libero             | 100 m farfalla         | 4×100 m mista            |
| 1980 Mosca Unione Sovietica  | elim. in batteria 52"71 | 8º 1'53"25              | ---                          | 5º - 7'30"37 frazione: 1'50"76 | 7º in semifinale 56"76 | ---                      |
| 1984 Los Angeles Stati Uniti | 4º in finale B 51"56    | ---                     | 8º - 3'24"97 frazione: 50"69 | squalificato in batteria       | 18º in batteria 55"70  | squalificato in batteria |
| 1988 Seul Corea del Sud      | ---                     | ---                     | 8º - 3'22"93 frazione: 51"19 | 5º nuota in batteria           | ---                    | ---                      |
| Campionati del mondo         | 100 m st. libero        | 200 m st. libero        | 4×100 m st. libero           | 4×200 m st. libero             | 100 m farfalla         | 200 m farfalla           |
| 1982 Guayaquil Ecuador       | ---                     | 2º in finale B 1'52"32  | 5º - 3'24"10 frazione: 50"70 | 4º - 7'29"31 frazione: 1'51"27 | 18º in batteria 56"28  | 7º in finale B 2'04"75   |
| 1986 Madrid Spagna           | 19º in batteria 51"43   | ---                     | ---                          | 8º - 7'33"44 frazione: 1'54"00 | 3º in finale B 55"44   | ---                      |
| Campionati europei           | 100 m st. libero        | 200 m st. libero        | 4×100 m st. libero           | 4×200 m st. libero             | 100 m farfalla         | 4×100 m mista            |
| 1981 Spalato Jugoslavia      | ---                     | 4º 1'52"21              | 5º - 3'25"32 :               | 4º - 7'27"92 :                 | ---                    | ---                      |
| 1983 Roma Italia             | 8º 51"50                | 5º 1'51"62              | 5º - 3'23"83 :               | Bronzo: 7'26"01 :              | 7º 55"58               | 7º - 3'50"20 :           |
| 1985 Sofia Bulgaria          | 18º in batteria 52"16   | 24º in batteria 1'57"37 | 9º in batteria - 3'27"18     | 5º - 7'36"12 :                 | 8º 56"20               | Bronzo: 3'46"09 :        |
| 1987 Strasburgo Francia      | ---                     | ---                     | 7º - 3'25"24 :               | 6º - 7'27"33 :                 | ---                    | ---                      |
| Giochi del Mediterraneo      | 100 m st. libero        | 200 m st. libero        | 4×100 m st. libero           | 4×200 m st. libero             | 100 m farfalla         | 4×100 m mista            |
| 1979 Spalato Jugoslavia      | ---                     | ---                     | ---                          | Oro: 7'36"70 :                 | Argento 56"92          | Oro: 3'53"18 :           |
| 1987 Latakia Siria           | Bronzo 52"68            | ---                     | Argento: 3'27"11 :           | Oro: 7'35"90 :                 | Oro 55"83              | Oro: 3'44"60 :           |
| Europei giovanili            | ---                     | ---                     | ---                          | ---                            | 100 m farfalla         | 200 m farfalla           |
| 1978 Firenze Italia          | ---                     | ---                     | ---                          | ---                            | Argento 58"89          | Oro 2'08"09              |

### Altri risultati
Coppa latina (vengono elencate solo le gare individuali)
- 1980: Madrid,  Spagna

100 m farfalla: argento, 56"83
- 1982: Buenos Aires,  Argentina

200 m stile libero: oro, 1'52"69
100 m farfalla: oro, 55"77

### Campionati italiani
24 titoli individuali e 26 in staffette, così ripartiti:
- 5 nei 100 m stile libero
- 6 nei 200 m stile libero
- 13 nei 100 m farfalla
- 10 nella staffetta 4×100 m stile libero
- 9 nella staffetta 4×200 m stile libero
- 7 nella staffetta 4×100 m mista

| Anno | Edizione    | st.libero 100 m | st.libero 200 m | st.libero 4×100 m | st.libero 4×200 m | farfalla 100 m | farfalla 200 m | mista 4×100 m |
| ---- | ----------- | --------------- | --------------- | ----------------- | ----------------- | -------------- | -------------- | ------------- |
| 1978 | Estivi      | -               | -               | -                 | -                 | -              | -              | 3             |
| 1979 | Primaverili | -               | -               | -                 | -                 | 3              | -              | 1             |
| 1979 | Estivi      | 3               | 2               | 3                 | -                 | 1              | -              | 1             |
| 1980 | Primaverili | 3               | 2               | -                 | -                 | 1              | 3              | 1             |
| 1980 | Estivi      | 3               | 1               | -                 | -                 | 1              | -              | 1             |
| 1981 | Primaverili | 2               | 1               | -                 | -                 | 1              | -              | 2             |
| 1981 | Estivi      | 1               | 1               | -                 | -                 | 1              | -              | 1             |
| 1982 | Primaverili | 3               | 1               | 1                 | 1                 | 1              | 3              | -             |
| 1982 | Estivi      | 2               | 1               | 1                 | 1                 | 1              | -              | 1             |
| 1983 | Estivi      | 1               | 2               | -                 | 2                 | 2              | -              | 1             |
| 1984 | Estivi      | 1               | -               | 2                 | -                 | 1              | -              | 2             |
| 1985 | Primaverili | 3               | -               | 1                 | 1                 | 1              | -              | -             |
| 1985 | Estivi      | 1               | 1               | 1                 | 1                 | 1              | -              | 3             |
| 1986 | Primaverili | 2               | -               | 1                 | 1                 | 1              | -              | -             |
| 1986 | Estivi      | 1               | -               | 1                 | 1                 | 1              | -              | 3             |
| 1987 | Primaverili | -               | -               | 1                 | 2                 | -              | -              | -             |
| 1987 | Estivi      | 3               | -               | 1                 | 1                 | 1              | -              | -             |
| 1988 | Primaverili | -               | -               | 1                 | 1                 | 3              | -              | -             |
| 1988 | Estivi      | 2               | -               | 1                 | 1                 | -              | -              | -             |